# ニューヨーク徴兵暴動
ニューヨーク徴兵暴動（ニューヨークちょうへいぼうどう、New York City draft riots）、別名にマンハッタン徴兵暴動（Manhattan draft riots）とは、南北戦争中の1863年7月13日から16日に掛けてニューヨークのロウアー・マンハッタン（ダウンタウン）で起こった暴動事件。当時は徴兵週間（ドラフト・ウィーク、Draft Week）と呼ばれていた。発端は、その年の3月に連邦議会で可決された徴兵法（英語: Enrollment Act）に対して白人労働者の不満が頂点に達して起きたものであるが、同時にかねてより存在していた奴隷制度廃止運動への反感および黒人に対する差別感情にも火がつき、人種暴動（race riot）の様相も呈した。また、暴徒の多くはアイルランド系の労働者階級の者たちだったという特徴もあった。
1863年は1月に共和党のエイブラハム・リンカーン大統領によって正式に奴隷解放宣言がなされ、3月に連邦議会で初の徴兵法が可決された年であった。奴隷解放宣言はニューヨークに黒人労働者を呼び込むと既存の白人労働者に憂慮された。また徴兵法は多くの移民を市民権と引き換えに徴兵対象に含める一方で、黒人は市民とみなされないために対象外であり、白人の富裕層は大金を支払うことで徴兵を回避できた。また、市民の4分の1を占めるアイルランド系移民は伝統的にニューヨークに地盤のあった民主党を支持し、過去のノウ・ナッシングから共和党には不信感を持っていた。こうしてアイルランド系移民が多かったニューヨークの白人労働者の不満と怒りはゲティスバーグの戦い直後の7月半ばに始まった徴兵業務に際して頂点に達した。
当初、暴動は徴兵令に対する怒りを表すためのものであったが、抗議行動は人種憎悪に発展して白人の暴徒が黒人を襲い始め、街中で暴行事件が頻発した。これを受けてリンカーンは、ゲティスバーグの戦い直後の民兵と志願兵からなるいくつかの連隊を暴徒鎮圧のためにペンシルベニア州から引き上げさせ、ニューヨークに派遣することを決めた。しかし、それら主力が到着するには数日を要し、その間に暴徒は多くの公共施設、2つのプロテスタント教会、様々な奴隷廃止論者や賛同者の家、多くの黒人住宅、44丁目・5番街にあった黒人孤児院を略奪や破壊し、焼き討ちした。暴動発生翌日に800人ほどの手勢を率いて現地にやってきた東部方面軍司令官ジョン・E・ウール将軍が「戒厳令を宣言すべきだが、私にはそれを執行するに十分な部隊を持っていない」と述べたほどであった。
暴動発生から4日目の16日に連邦軍や州の民兵が到着し暴動は鎮圧された。正確な死者数は不明だが、一説に119人ないし120人であり、公式には少なくとも2000人が負傷、物的損害は最低でも約100万ドル（2020年現在で約1690万ドル相当）に上った。加えて、この地域の人口構成は変わり、多くの黒人住居者らはマンハッタンからブルックリンに移り住んだ。一方、暴徒たちの主力であったアイルランド人コミュニティの世評も著しく貶められることとなった。また、暴徒鎮圧のために多くの軍隊を戦場から引き上げねばならなかったことは、ゲティスバーグで敗北直後の南軍を大いに利すことにも繋がった。この暴動はアメリカ史上最大の市民運動であると同時に、最も人種差別的な都市騒乱であったとも評される。

## 背景

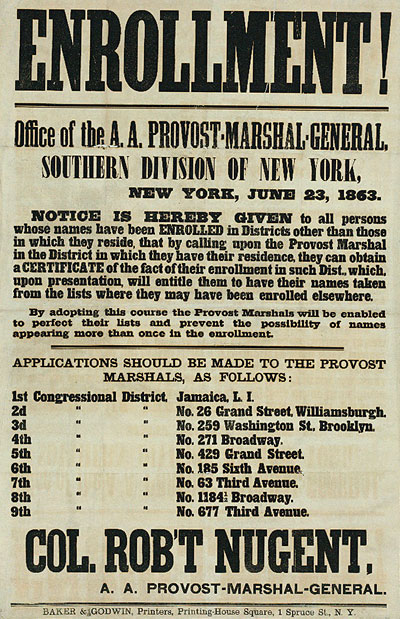
1863年6月23日に掲示された徴兵登録を促すニューヨーク市のポスター

### 南北戦争直前のニューヨーク
当時のニューヨークは北部の中でも南部と経済的な結びつきが強かった都市であり、1822年に船積みされる輸出品の半分近くは綿花が占めるほどであった。
また、州北部では南部の綿花を加工する織物工場があった。南部諸州の離脱が始まっていた1861年1月7日には、民主党のフェルナンド・ウッド市長が、市会議員に対して「（州都の）オールバニと（連邦首都の）ワシントンから、市の独立を宣言する」ように要請し、「南部諸州の全面的かつ統一的な支持を得るだろう」と述べるほど、ニューヨークと南部には強いビジネス上の結びつきが存在した。
同年4月に南北戦争が勃発した時、ニューヨークには南部諸州（アメリカ連合国）に共感する者も多かった。
また、ニューヨークは多くの移民が集まる街でもあり、1840年代以降、そのほとんどはアイルランドとドイツからの移民であった。例えば1860年当時、市の人口の25パーセント近くが、その多くが英語を話せないドイツ出身者であり、戦争直前には市内人口80万人の25パーセントがアイルランド系移民になっていた。こうした情勢にあって、ウッド市長の出身母体でもあった民主党系の政治団体タマニー協会では、地方選挙での票田とすべく移民をアメリカ市民に登録する活動を行っており、特にアイルランド系移民を勧誘していた。一方で、1850年代に興隆し、60年代には瓦解していた移民排斥を訴えるノウ・ナッシング運動の残党が共和党に合流して、その躍進の一助になっていたために、アイルランド系移民は共和党に対する不信感があった。もっとも、南北戦争の発端となるサムター要塞の戦いが起こるとアイルランド系コミュニティでも連邦支持が優位となり、彼らアイルランド系で構成される10以上の義勇連隊がすぐに充足した。

### 黒人差別と奴隷解放宣言
1840年代から80年代にかけてはジャーナリスト達が白人労働者階級を対象として、異人種間の付き合いや関係、結婚の「不道徳性（evils）」をセンセーショナルに煽る記事を掲載しており、改革運動家たちもこの流れに加わっていた。
新聞は黒人を侮蔑的に扱い、「投票、教育、雇用における平等な権利に対する黒人の願望」を嘲笑した。骨相学を基にした疑似科学的な講義は、医師たちの批判を受けても人気を博した。
こうした黒人の扱いは労働問題の分野にも存在し、1850年代からすでに黒人と白人労働者の間には緊張関係があった。特に港湾地域において自由民となった黒人と白人移民が低賃金労働を巡って対立関係にあった。
1861年のエイブラハム・リンカーンの大統領就任は、伝統的に民主党の地盤であったニューヨークにも影響を与え、1862年に新たな市長に当選したのは共和党のジョージ・オプダイクであった。そうした中で1863年1月に正式に行われた奴隷解放宣言は、解放された黒人奴隷がさらにニューヨークに流入してくるのではないかと白人の労働者階級を憂慮させた。同年3月には白人の港湾労働者が黒人労働者との労働を拒否して暴動を起こし、200人の黒人を襲撃する事件を引き起こした。

### 連邦徴兵法の可決と白人労働者層の不満
1863年3月、連邦議会は長引く戦争に対して、兵力補充のため、初の徴兵法（Enrollment Act）を可決した。この法は移民からすれば市民権を得るためには徴兵登録を義務付けられるものであった。一方で、黒人は市民と見なされないがゆえに徴兵の対象から外され、裕福な白人は300ドル（2021年現在で6,600ドルに相当）の大金を支払うことで徴兵を回避することができた（300ドル条項）。このため、白人移民の労働者層に不公正感が渦巻く中で、さらに共和党の市長として戦争に協力的であったオプダイクのスキャンダラスな収賄疑惑が持ち上がっていた。
6月に戦争に反対する新聞や、あるいは民主党は徴兵法にかこつけて白人労働者階級を扇動した。戦時体制における経済的苦境の中にあって白人労働者は黒人のために売られ、連邦政府は「ニガー戦争」を根拠に地方政治に介入すると批判した。白人労働者からすれば、戦争を通して自分たちの犠牲によって黒人が権利が獲得していくように見え、相対的に政治的影響力と経済的地位が急速に低下していくように錯覚した。アイルランド系のコミュニティ内でも、かねてよりあった親南部的感情や共和党への不信感が主戦派と和平派の分裂を生み出し、黒人のためにアイルランド人の血が流れるのは許されないという意見も出てきていた。

## 暴動の経過

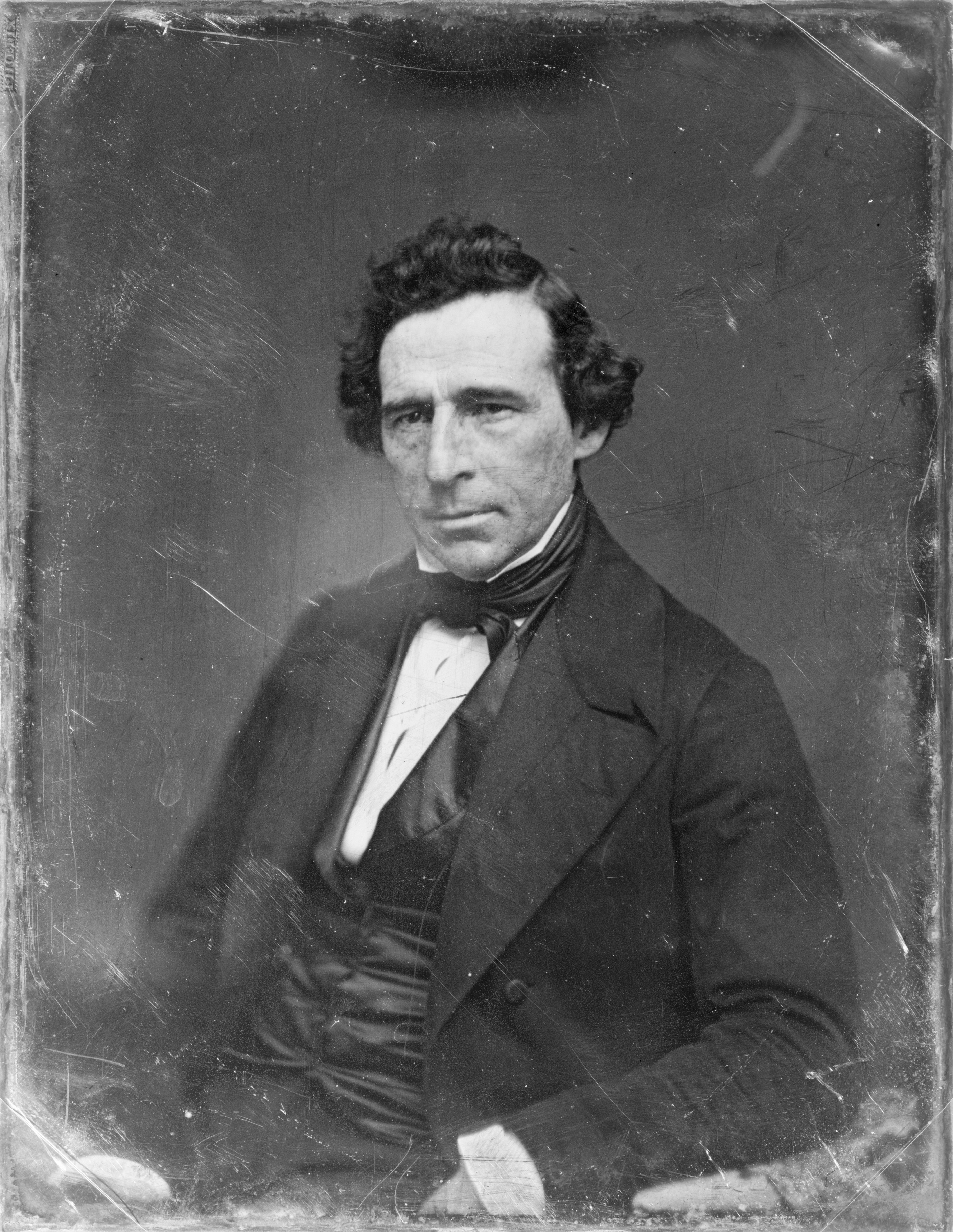
ジョン・アレグザンダー・ケネディ。ニューヨーク市警本部長（1860年-1870年）

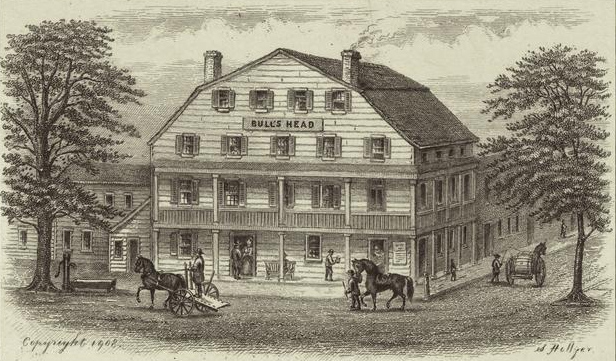
酒の提供を断って暴徒たちの焼き討ちにあったホテル「ブルズ・ヘッド」（1830年に描かれた絵）

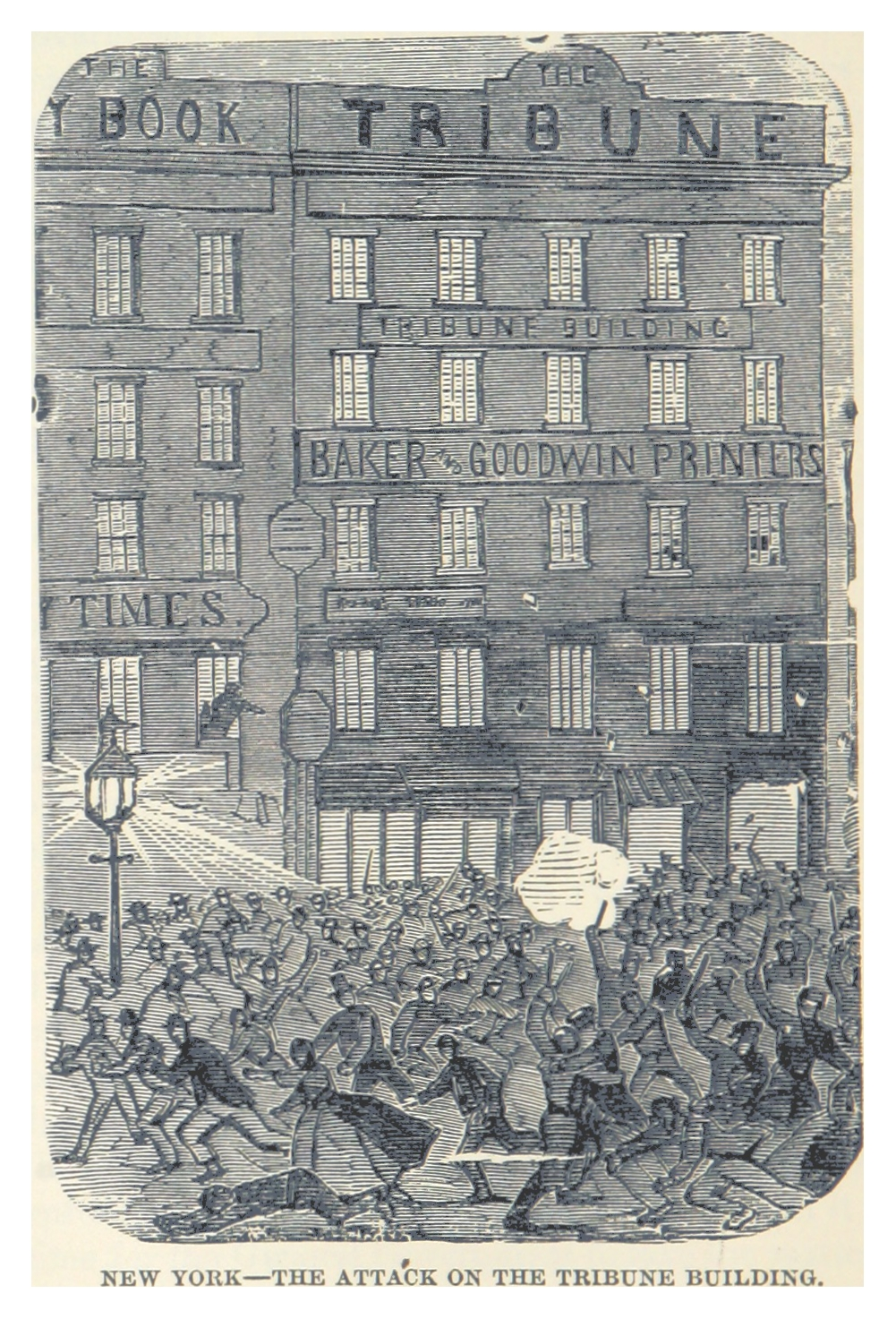
襲撃を受けるトリビューン紙の建物。

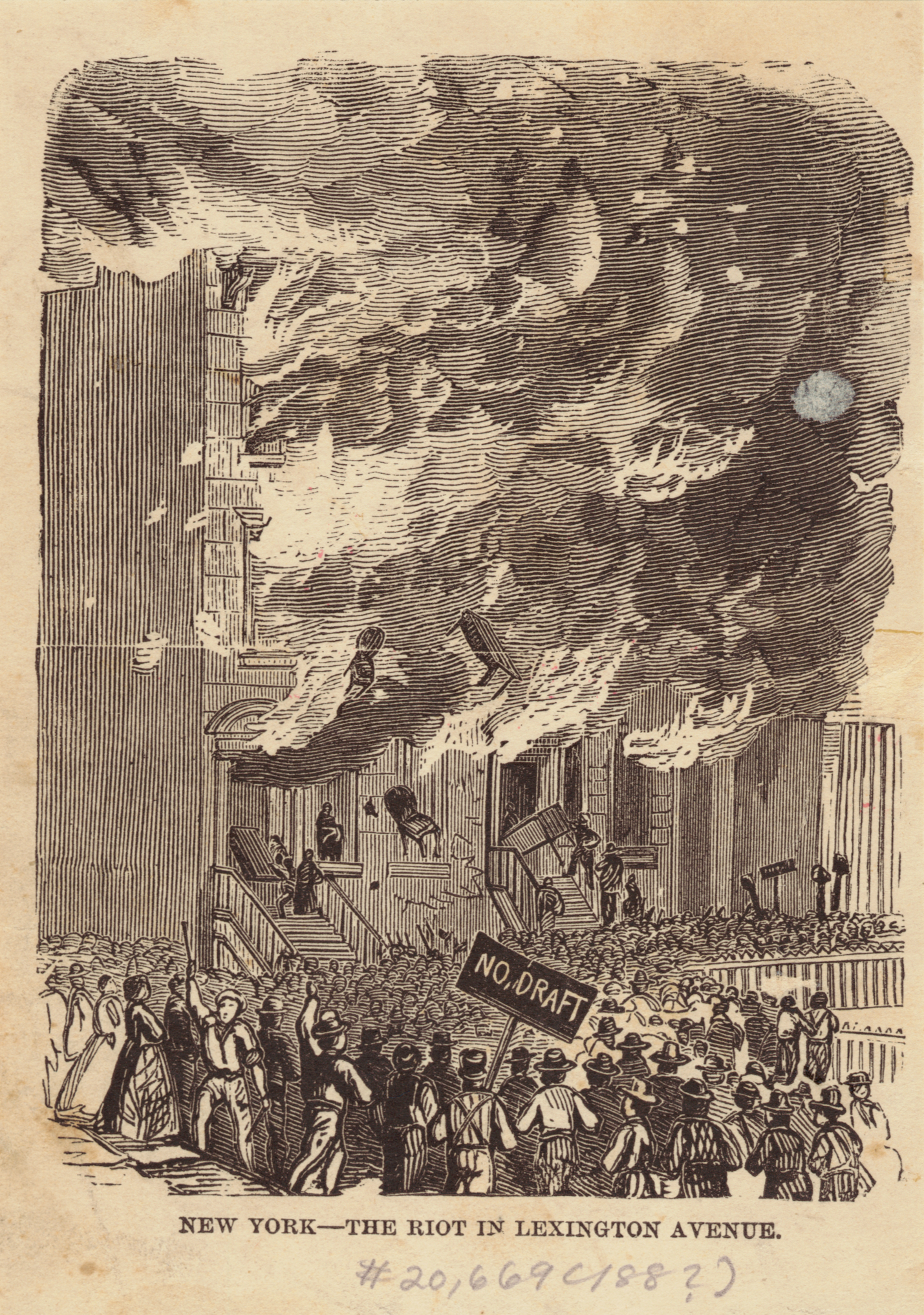
暴徒たちの襲撃を受けるレキシントン・アベニューの建物。

### 暴動直前
7月11日（土曜日）、徴兵対象者に対する最初の抽選が行われた。この日、バッファローや他の都市では暴動が起こったと報道されたが、マンハッタンでは平穏に終わった。

### 7月13日（月曜）、暴動発生
ゲティスバーグの戦いでの北軍の勝利から10日後の7月13日（月曜日）に2回目の抽選が行われた。午前10時、「ブラック・ジョーク（Black Joke）」として知られた第33機関団の志願消防士に率いられた約500人の群衆が、抽選が行われていた3番街・47丁目の第9区憲兵司令部を襲撃した。
群衆は大きな敷石を窓に投げつけたり、ドアを破り、そして建物に火をつけた。
消防隊が駆けつけると暴徒たちは彼らの車を破壊した。馬車鉄道の馬を殺し、車両を破壊した者たちもいた。さらに暴徒たちは市内の他の地域に通報されるのを防ぐために、電信線を切断した。
ニューヨーク州の民兵隊（州兵）はゲティスバーグに派兵されていたため、暴動の鎮圧は地元のニューヨーク市警のみで行わなければならなかった。
警察本部長のジョン・ケネディは状況確認のため現場を訪れた際に暴徒に襲われた。彼は制服を未着用であったが、暴徒の中に彼を識別した者がいた。ケネディはほとんど意識を失い、顔には痣と切り傷があり、目を負傷して唇は腫れ上がり、手はナイフで切られた状態だった。全身にも痣が残り、血まみれになるほど殴られた。
警察は警棒と拳銃で応対したが、逆に圧倒された。
多勢に無勢であり、鎮圧することはできなかったが、暴徒たちをユニオンスクエアから南部のロウワー・マンハッタンより遠ざけることはできた。
サウス・ストリート・シーポートやファイブ・ポインツ周辺の「血塗れの第6地区（Bloody Sixth）」の住人たちは暴動には参加しなかった。
憲兵隊の一部として配属されていた第1大隊所属第19中隊の傷痍軍人の隊は、銃声で暴徒を鎮圧しようとしたが逆襲を受け、14名以上の負傷者と1名の行方不明者（おそらく死亡）を出した。
44丁目にあったホテル「ブルズ・ヘッド（Bull's Head）」は、暴徒たちに酒を提供することを拒否して焼かれた。5番街にあった市長の邸宅も狙われたが、ジョージ・ガードナー・バーナード判事の説得によって破壊は免れ、その代わり約500人の暴徒たちは別の場所で略奪に勤しんだ。
第8地区と第5地区の警察署や、その他の建物は襲撃された上に火をつけられた。ニューヨーク・タイムズ紙の事務所も狙われたが、タイムズの創設者ヘンリー・ジャーヴィス・レイモンドを含めた職員たちはガトリング砲で武装して暴徒たちを待ち受け、彼らを追い返した。
消防隊も出動していたが、彼らの一部にも徴兵が決まった消防士たちがいたために、暴徒らに同情的であった。ニューヨーク・トリビューン紙は、警察が到着して消火活動および暴徒らを追い払うまで、略奪に遭い燃えていた。
午後遅く、2番街と21丁目にあった武器庫が襲撃された際に、当局は男を射殺した。暴徒たちは通りの敷石を剥がして投げつけ、すべての窓を割った。
暴徒は多くの黒人市民にも襲いかかり、拷問や殺害を行った。その中には400人の暴徒の群れに棍棒や敷石で殴られた上に、木に首を吊られて火をつけられた男もいる。
43丁目・5番街にあった黒人孤児院は「白人による黒人への施しと彼らの上昇志向の象徴」として233人の子供たちを保護していたが、午後4時頃に暴徒たちの襲撃を受けた。暴徒たちの中には女性や子供も含まれており、彼らは食材や物資を略奪し、火を放った。しかし、警察が孤児院を確保したことで、建物が焼け落ちる前に孤児たちを救出することはできた。
暴動が起こった地域全体で、暴徒たちは多数の黒人市民を襲い、殺害し、また、彼らが黒人が住んでいると知っていた住居も破壊した。さらにアメリカ国内で初めて黒人が経営者となったとされる、ウエスト・ブロードウェイ93番地にあったジェームズ・マキューン・スミスの薬局も破壊された。
3月に黒人に対する暴動があったミッドタウンの港湾地域でも、同様の襲撃が行われた。暴徒たちは「すべての黒人港湾労働者（porters, cartmen and laborers）」を探しに通りになだれ込み、港付近一帯から黒人や彼らとの社会生活の痕跡を完全に消し去ろうとした。白人の港湾労働者たちは、黒人向けの売春宿、ダンスホール、寄宿舎、アパートを襲撃して破壊した。そして彼らを雇う白人事業主を襲い、彼らの衣服を剥ぎ取った。

### 7月14日（火曜）
月曜の夜に大雨が降ったことで火災は収まり、暴徒たちは一度は帰宅したが、再び集まり始めた。暴徒たちは刑務所改革者かつ奴隷廃止論者であったアイザック・ホッパーの娘アビー・ギボンズの家を焼き払った。彼らはまた黒人と結婚していた2人の白人女性アン・デリクソンとアン・マーティン、また黒人男性を客にしていた白人娼婦のメアリー・バークといった白人を「混血主義者（amalgamationists）」として攻撃した。
現地に到着したホレイショ・シーモア知事は、市庁舎で徴兵法は違憲であると宣言する演説を行い、暴徒たちを宥めようとした。また、東部地区司令官ジョン・E・ウール将軍は、ニューヨーク港の砦、陸軍士官学校（ウェストポイント）、ブルックリン海軍工廠から約800人の兵士を率いて現地に到着し、またニューヨークから離れていた民兵隊に戻って来るよう命令を出した。後にウールは「戒厳令を宣言すべきだが、私にはそれを執行するに十分な部隊を持っていない」と司令部に報告した。

### 7月15日（水曜）
徴兵の抽選業務を行っていた憲兵司令部のロバート・ヌージェント司令官が、上官にあたるジェームス・バーネット・フライ大佐から徴兵延期の通達を受けて状況は好転した。このニュースが新聞で報じられると一部の暴徒は自宅に留まった。一方で民兵隊の一部が帰還し、暴徒の残党らに苛烈な処置を取り始めていた。
暴動はブルックリンやスタテンアイランドにも広がった。

### 7月16日（木曜）、暴動鎮圧
暴動発生から4日目の16日、秩序が回復し始めた。ニューヨーク州の民兵隊と、その他一部の連邦軍（第152ニューヨーク義勇連隊、第26ミシガン義勇連隊、第27インディアナ義勇連隊、ニューヨーク州民兵第7連隊）が、メリーランド州フレデリックから強行軍の末にニューヨーク市内に到着した。さらに州知事は連邦軍には参加していなかった州民兵第74連隊と第65連隊、さらにスロッグス・ネックのシュイラー要塞に駐屯していた第20独立砲兵部隊（義勇兵）の一部も派遣した。最初にニューヨークの民兵部隊が到着した。市内には数千人の民兵と連邦軍がいた。
最後の戦闘は、夕方にグラマシー・パーク近くで発生した。エイドリアン・クックによれば、この暴動最後の日に、暴徒と警察・軍隊の小競り合いで12人が死亡したという。

## 被害状況と影響
ニューヨーク徴兵暴動における被害について、最も信頼できる推定では、最低でも2000人が負傷したとされている。死者数については正確な数は不明だが、歴史家のジェームズ・M・マクファーソンによれば119人ないし120人が殺されたとしている。本件を扱った1928年の小説『ザ・ギャング・オブ・ニューヨーク』（2002年の同名映画の原作）の著者ハーバート・アズベリーは、死者2,000人、負傷者8,000人という数を唱えたが、これは異論もある。
物的損害額は、約100万ドルから500万ドルと見積もられている（2020年現在の価値に換算して1690万ドルから8470万ドルに相当）。後に市財政局は、その額の4分の1を補償した。
この暴動はアメリカ史上最大の市民運動であると同時に、最も人種差別的な都市騒乱であったとも評される。

### 黒人層の被害と救済

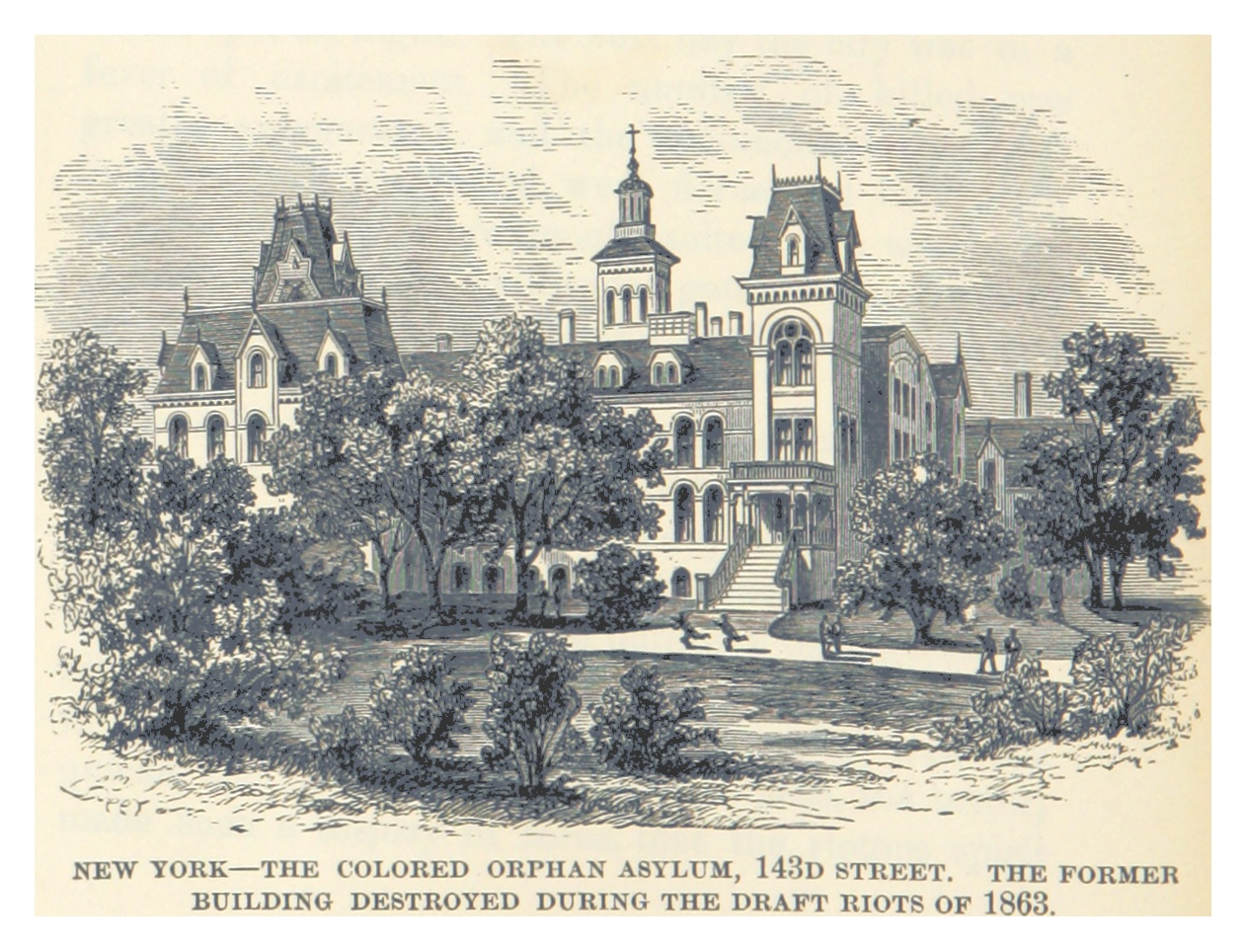
焼き討ちに遭った黒人孤児院。

上記の通り、きっかけは徴兵法であったが、この事件は黒人層への被害が大きかった。特に港湾地域において、港湾労働者による黒人男性への暴力が激しかった。5日間で計11名の黒人が吊られた状態で殺され、その一部の件について記した当時の記録がある。
暴動の発生中には、暴徒たちが家屋を破壊することを恐れた家主によって、住居から追い出された黒人たちもいた。店を破壊されたジェームズ・マキューン・スミスは家族と共にニューヨーク（マンハッタン）を離れ、同様に何百人もの黒人たちが近辺のブルックリン（ウィリアムズバーグ）やニュージャージーに移り住んだ。その結果、1865年には市内の黒人人口は1万人を下回り、1820年以来の低水準となった。白人労働者階級による暴動は人口構成を変え、白人たちが職場での支配的勢力となり、黒人層と「明確に分断」されることとなった（その後、マンハッタンに黒人が戻ってくるのは20世紀初頭のアフリカ系アメリカ人の大移動の時であり、現在において黒人街として知られるハーレムが形成されることになる）。
一方でニューヨークのエリート層の白人らは、黒人の暴動被害者を救済し、新しい仕事や家を見つけるための組織だった活動を行った。ユニオン・リーグ・クラブと、 黒人救済のための商業者委員会（Committee of Merchants for the Relief of Colored People）は、暴動の被害者2,500人に計40,000ドルあまりを提供した。また、ユニオン・リーグ・クラブは、1863年12月に黒人志願兵2000人以上を集め、装備や訓練を施した。1864年3月、彼らを称え、ハドソン川の埠頭まで送り出す市内パレードが行われ、ユニオン・リーグ・クラブと警察が先導するパレードに10万人の観衆が集まった。もっとも黒人との融和を目指す主催者たちとの意図とは裏腹に、黒人に対する偏見を完全に払拭することはできなかった。結局、ニューヨークが人種差別の問題を克服し、黒人の自由のために団結することは一度もなかった。

### 徴兵業務と戦争への影響

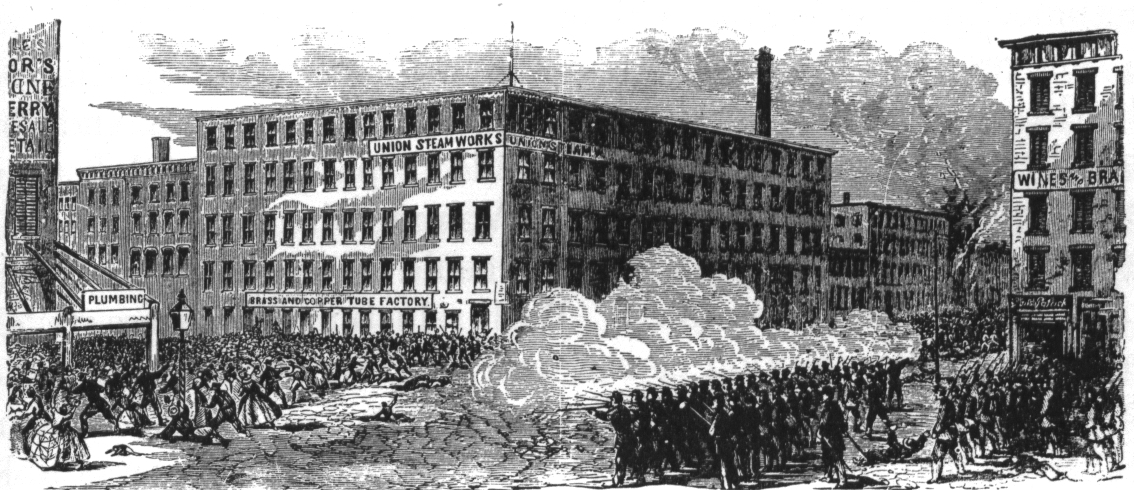
迫り来る暴徒に連邦軍が攻撃する様子のイラスト

歴史家のサミュエル・モリソンは、この暴動は「南軍の勝利に相当するもの」と記した。
この暴動を鎮圧するために北軍は4000人規模の部隊をゲティスバーグから引き上げねばならなくなり、これは敗北で疲弊した北バージニア軍（南軍の主力軍）を追撃できたかもしれないものであった。
当時の新聞には、暴動は南軍の指示を受けたスパイが引き起こしたという報道もあった。
一方、発端となった徴兵業務について政府は8月19日に再開した。これは特に大過なく10日以内に完了した。実際のところ、徴兵された数は白人労働者が恐れていたよりは少なく、全国で徴兵対象者75万人のうち、現役勤務は4万5000人ほどに過ぎなかった。この暴動は主に白人労働者階級を巻き込んだものであったが、徴兵制やそれを実施するにあたっての連邦政府の権限や戒厳令の行使については、ニューヨーク市民の中流階級と上流階級で意見が分かれるところであった。民主党に所属する裕福な実業家の多くは徴兵制を違憲とするように求めていた。タマニー協会の民主党員は違憲とすることまでは求めていなかったが、徴兵者に対する恩給の支給に貢献した。
ニューヨークの北軍に対する支援は不本意ながらも継続されたが、ただそれも次第に南部への同情は薄れていった。市内の銀行は戦費を提供し、州の産業は南軍全体のそれよりも生産性が高かった。終戦までに、当時最も人口の多かったニューヨーク州から、45万人以上の兵士や水兵が戦争に参加した。このうち、4万6000人が戦争中に亡くなったが、ほとんどの戦闘員がそうであったように、この死因は戦闘による負傷よりも病死が多かった。

### アイルランド系移民への影響
トビー・ジョイスは「この暴動はアイルランド系アメリカ人の暴徒が、警察・兵士・主戦派の政治家と対立したものであり、その対峙者たちも相当数が地元のアイルランド系移民のコミュニティー出身者」であり、アイルランド系カトリック社会における「内戦」の様相を呈していたと評す。
アメリカ太平洋地域研究センター（東京大学院）の徳田勝一は、南北戦争においてアイルランド系移民がアメリカのために勇敢に戦ったにもかかわらず、一般にエスニック連隊として黒人連隊以外が挙げられず、学術的にはあまり注目されていない原因の1つとして、この徴兵暴動にアイルランド系コミュニティが主体的に関わったことを挙げている。先述のように当時、暴動は南軍が裏で糸を引いていたという情報もあって、アイルランド系の軍人たちは、自分らのコミュニティが連邦政府に反旗を翻したと勘違いされることを恐れたと徳田は推測している。「暴動の各局面におけるアイルランド系移民の存在感が際立っていたため、アイルランド人コミュニティの世評は著しく貶められた」が、翌1864年の大統領選挙では、コミュニティとしては民主党候補のジョージ・マクレランを熱狂的に支持した（結果としてニューヨーク州は共和党が勝利するものの得票差1％以下の接戦であった）。